# Köstendorf
Köstendorf (bavarese: Késtendórf) è un comune austriaco di 2 555 abitanti nel distretto di Salzburg-Umgebung, nel Salisburghese. Tra il 1938 e il 1950 era stato accorpato alla città di Neumarkt am Wallersee.